# Bothwid Thun
Bothwid Thun, född 8 juni 1727, död 5 maj 1797, var en svensk ämbetsman.
Thun blev kontorsskrivare i Riksbanken 1756 och bokhållare 1770. Avsked med titeln bankokommissarie 1791. Han invaldes 1787 som ledamot nummer 97 i Kungliga Musikaliska Akademien.